# Transpacific
Koordinaten: 46° 47′ 21″ N, 56° 8′ 36″ W
Die Transpacific war ein Frachtschiff der bundesdeutschen Handelsmarine, das im Mai 1971 an der Küste der nordatlantischen Insel Île aux Marins, die zu Saint-Pierre und Miquelon gehört, strandete und dessen Wrackreste als Touristenattraktion und Fotomotiv bekannt sind.

## Geschichte und Charakteristika
Das Schiff hatte fünf Laderäume mit einem Gesamtvolumen von 10.049 m3 und sieben bordeigene Ladebäume. Außerdem bot das Schiff Platz für bis zu zwölf Passagiere.
Die Transpacific wurde auf den Flender-Werken in Lübeck von der Hamburger Poseidon Reederei bestellt und im Juli 1954 abgeliefert. Bei der Poseidon Reederei wurde sie für Nordamerika-Fahrten eingesetzt. Im Jahr 1959 fuhr das Schiff das erste Mal über den Sankt-Lorenz-Strom die Großen Seen an. Ab 1961 unternahm das Schiff jedes Jahr drei bis vier Fahrten zu Häfen der Großen Seen. Mitte April 1962 eröffnete sie als erstes ausländisches Schiff auf dem Sankt-Lorenz-Strom die damalige Navigationsperiode. Bei einem Unfall während des Entladens von Containern im Jahr 1967 im Hafen vom Rotterdam wurde der vordere Mast der Transpacific abgeknickt und musste repariert werden.

## Havarie und Verbleib
Am 18. Mai 1971 befand sich die Transpacific, von den Großen Seen kommend, auf Rückreise nach Europa, als sie mit Stückgut, Aluminium, Holz und elf oder zwölf Passagieren an Bord Saint-Pierre erreichte. Zuvor waren das Bordradar und das Decca-Navigationssystem des Schiffes ausgefallen, weshalb der Kapitän einen Techniker aus Saint-Pierre anforderte. Aufgrund von dichtem Nebel fand das Schiff den vereinbarten Treffpunkt jedoch nicht und lief an der östlichen Küste der Île aux Marins auf Grund. Versuche von örtlichen Fischern, das Schiff zuvor zu warnen, scheiterten aufgrund der hohen Geschwindigkeit der Transpacific. Alle Passagiere und ein Großteil der Besatzung verließen daraufhin das Schiff.
Einen Tag nach der Havarie, am 19. Mai, versuchte ein Schlepper vergeblich das Schiff wieder in Fahrwasser zu manövrieren. Nachdem alle Bergungsversuche gescheitert waren, richtete der Kapitän auf der Transpacific ein Abschiedsessen aus und gab das Schiff auf. Nach der Aufgabe des Schiffes und der Fracht durch die Besatzung, waren örtliche Fischer in mehr als 70 Dories daran beteiligt, die Ladung, worunter sich auch Jukeboxen und Rasenmäher befanden, und die Schiffsausstattung in ihren Besitz zu nehmen. Als vier Tage nach der Havarie der Kapitän des Havaristen und Vertreter der Reederei sich Zugang zum Schiff verschaffen wollten, wurden sie von den noch immer an Bord befindlichen Plünderern daran gehindert, woraufhin der Kapitän die lokalen Behörden intervenieren ließ. Da die lokalen Behörden zudem ein Austreten der an Bord der Transpacific verbliebenen 300–400 Tonnen Treib- und Schmierstoff befürchteten, wurde das Schiff in Brand gesetzt. Das Feuer dauerte 61 Stunden an.
In den Jahren nach der Havarie waren die Überreste des Wracks der Transpacific einem starken Verfall ausgesetzt, sodass nur noch ein Teil des Bugs intakt blieb.

## Trivia
Das Schwesterschiff der Transpacific, die Transatlantic, die ebenfalls für die Poseidon Reederei fuhr, kollidierte im April 1965 mit einem weiteren Frachtschiff auf dem Sankt-Peter-See. Durch einen anschließenden Brand und die Kenterung der Transatlantic, starben zwei Besatzungsmitglieder, ein Passagier und zwei an Bord befindliche Pferde.
Im Jahr 2005 wurde das Wrack der Transpacific mit einer Briefmarke im Nominalwert von 0,75 Euro von der Post von Saint-Pierre und Miquelon gewürdigt. Auf der bläulich gehaltenen Briefmarke ist die abgetrennte Bugsektion vor der Insellandschaft abgebildet.

## Galerie

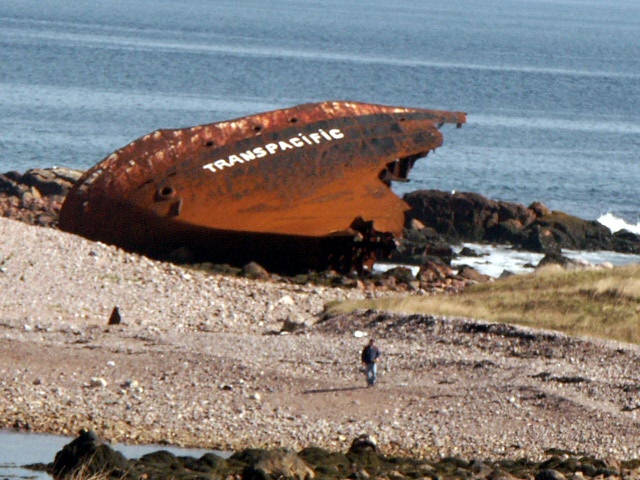
Der Bug im September 2004
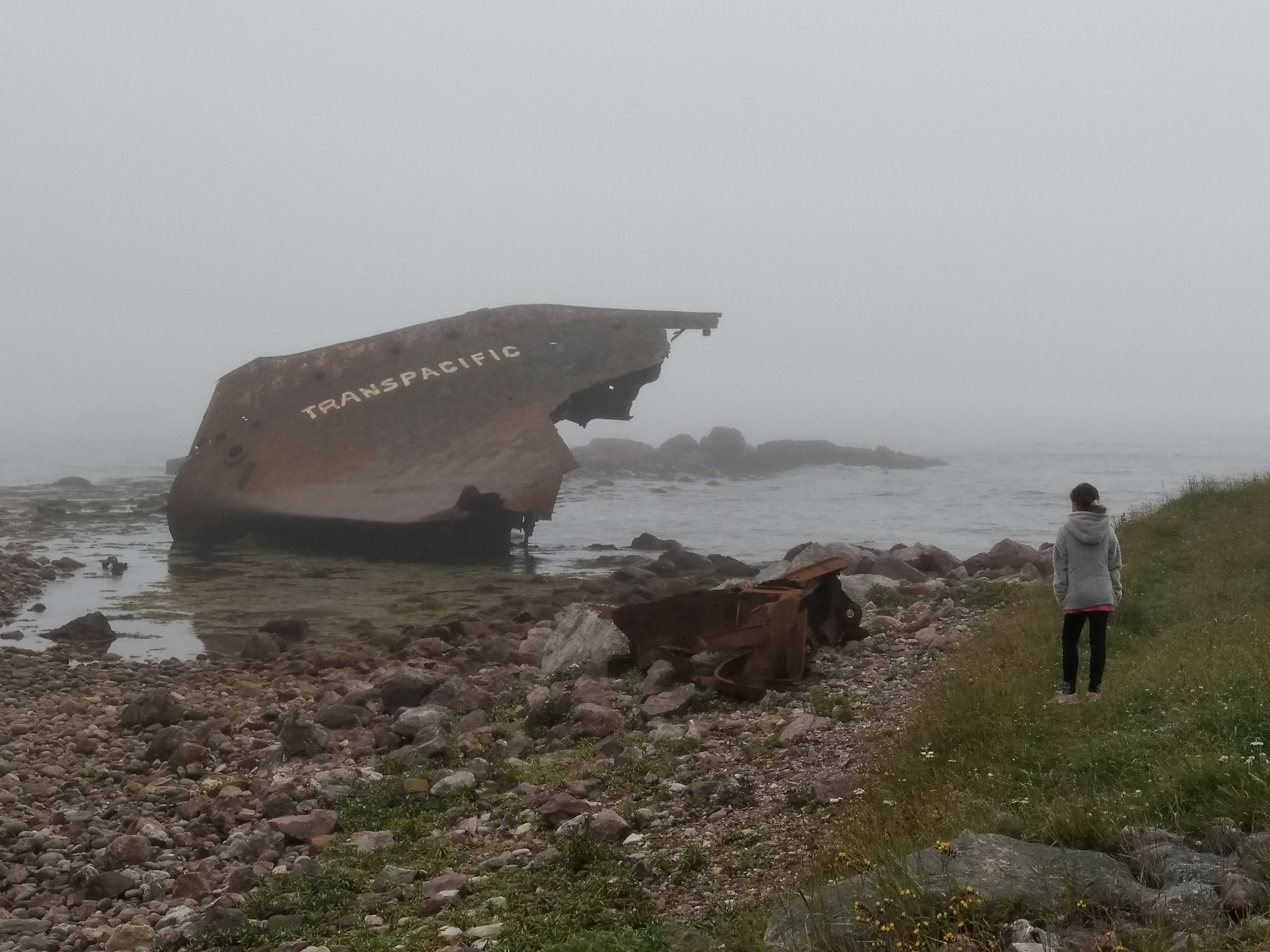
Der Bug im Juli 2018